# Carlia dogare
Carlia dogare (райдужний сцинк піщаний) — вид сцинкоподібних ящірок родини сцинкових (Scincidae). Ендемік Австралії.

## Поширення і екологія
Піщані райдужні сцинки мешкають на сході півострова Кейп-Йорк в штаті Квінсленд, в районі Національного парку Муундхі, а також на острові Лізард. Вони живуть на прибережних пустищах та у невисоких лісах, що ростуть на піщаних ґрунтах, а також в екваліптових лісах.